# Puskin Múzeum
A moszkvai Puskin Múzeum, teljes nevén Állami Puskin Képzőművészeti Múzeum, (oroszul: Музей изобразительных искусств им. А.С. Пушкина) a nyugat-európai- és az egyetemes képzőművészet alkotásait gyűjtő, őrző, bemutató egyik legnagyobb oroszországi múzeum. Épülete Moszkva központi részén, a Volhonka utca 12. szám alatt található.
A múzeum igazgatója több mint fél évszázadon át Irina Antonova művészettörténész volt. 
Az orosz képzőművészet alkotásainak nem ez az intézmény, hanem az Állami Tretyjakov Galéria ad otthont.

## Történetéből

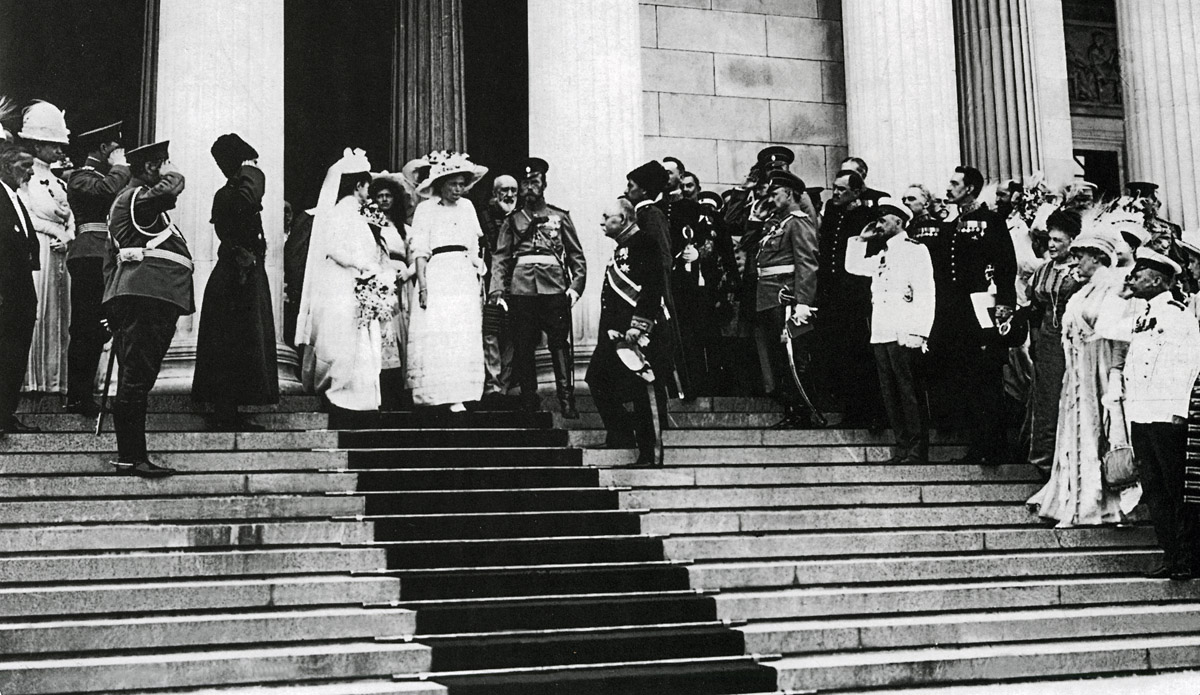
II. Miklós cár a múzeum megnyitó ünnepségén (1912. június 13-án)

A múzeum létrejöttéhez eredetileg a moszkvai egyetem szépművészeti- és régiség-gyűjteménye szolgált alapul, ahol klasszikus képzőművészeti alkotások másolatait őrizték. Múzeum alapítását az egyetem egyik professzora, Ivan Vlagyimirovics Cvetajev művészettörténész, Marina Ivanovna Cvetajeva költőnő apja kezdeményezte 1893-ban. Ugyanő lett az új intézmény első igazgatója (1911–1913).
A leendő múzeum épületét 1898-ban kezdték építeni Pjotr Sz. Bojcov tervei alapján, az építkezést azonban nem ő, hanem Roman Ivanovics Klejn építész irányította. Az 1904-re „nagyjából” elkészült épület homlokzatának és belső tereinek kiképzése is az ő és munkatársainak munkája. Időközben külföldi műhelyektől számos ismert alkotásról rendeltek gipsz- és egyéb másolatokat a megalakítandó intézmény számára. A III. Sándor cárról elnevezett moszkvai Szépművészeti Múzeumot végül 1912. június 13-án nyitották meg.

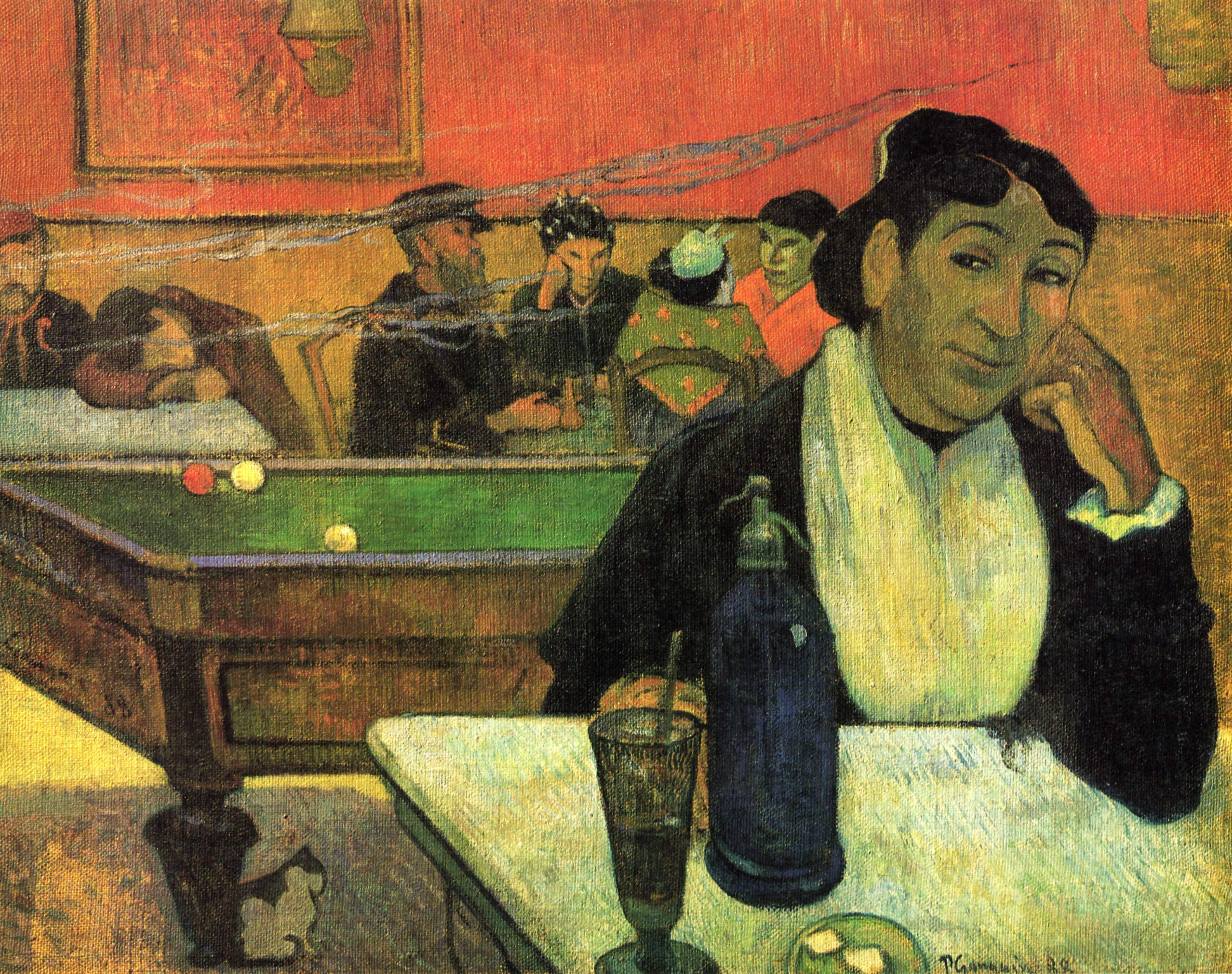
Éjszakai kávéház (Arles, 1888). Paul Gaugin festménye.

### A szovjet korszakban
1923-ban a moszkvai Rumjancev Múzeum nyugat-európai gyűjteményére alapozva létrehozták a régi nyugati festészet múzeumát és azt a Szépművészeti Múzeum épületében helyezték el. A következő évben több felszámolt magángyűjtemény anyaga is ide került. 1932-ben az intézmény neve Állami Képzőművészeti Múzeumra változott, öt évvel később pedig a múzeum felvette Alekszandr Szergejevics Puskin nevét.
A világháború idején a gyűjtemények jelentős részét Novoszibirszk és Szolikamszk városokba menekítették. A háborúban megsérült épület helyreállítása után, 1946. október 3-ától a múzeum újra fogadott látogatókat.
1948-ban egy megszüntetett múzeum anyagának jelentős része, a 19–20. századforduló nyugat-európai és amerikai mestereinek mintegy 300 festménye és 60 szobra került a Puskin Múzeumba. Köztük voltak Ivan Abramovics Morozov és Szergej Ivanovics Scsukin egykor híres magángyűjtők francia impresszionista és posztimpresszionista festményeinek kollekciói is.

## 21. század eleje
Napjainkban a múzeum több mint 560 000 festményt, grafikát, szobrászati és iparművészeti alkotást, egyéb műtárgyat, érmét, régészeti emléket őriz. A régi épület felújítására és a krónikus helyhiány megszüntetésére egy 11 épületből álló múzeumi negyed kialakítását tervezik. Építése 2010-től várhatóan mintegy nyolc évig tart.
A múzeum világhírű francia festészeti anyagának egy töredéke 2010 elején Degas-tól Picassóig címmel a budapesti Szépművészeti Múzeum időszaki kiállításán három hónapig volt látható.
A Puskin Múzeum (első) elnöke, Irina Antonova életének 99. évében halt meg. 1945-től volt a múzeum munkatársa, 1961-től 2013-ig igazgatója, 2013-tól elnöke.